# Фролова, Мария Ивановна
Мария Ивановна Фролова (19 августа 1917, Смоленская губерния, Западная область — 3 февраля 1998, Горки-2, Московская область) — передовик советского сельского хозяйства, доярка подсобного хозяйства «Горки-II» Звенигородского района Московской области, Герой Социалистического Труда (1953).

## Биография
Родилась в 1917 году на территории современной Смоленской области в русской крестьянской семье. Получив начальное образование в сельской школе, начала трудовую деятельность в сельском хозяйстве. Во время Великой Отечественной войны после возвращения общественного стада из эвакуации в 1943 году поступила на работу в подмосковный совхоз «Горки-II» Московской области. Очень быстро освоила профессию доярки, без отрыва от производства посещала курсы животноводов.
В 1948 году была введена двухсменная организация труда. За доярками Фроловой и Аникеевой была закреплена 21 корова чёрно-пёстрой породы. В 1952 году передовые доярки достигли высоких производственных результатов, сумев получить от каждой из шестнадцати закреплённых коров по 5921 килограмма молока с содержанием 213 килограммов молочного жира от каждой коровы в среднем за год.
За достижение высоких показателей в животноводстве в 1952 году, Указом Президиума Верховного Совета СССР от 19 декабря 1953 года Марии Ивановне Фроловой было присвоено звание Героя Социалистического Труда с вручением ордена Ленина и золотой медали «Серп и Молот».
В дальнейшем продолжала трудовую деятельность постоянно показывала высокие показатели по надою молока. С 1968 года являлась персональным пенсионером всесоюзного значения.
Проживала в посёлке Горки-II Одинцовского района Московской области.

## Награды
За трудовые успехи удостоена:
- золотая звезда «Серп и Молот» (19.12.1953),
- орден Ленина (19.12.1953),
- другие медали.